# Bryan Mone
Bryan Mone (Salt Lake City, 20 ottobre 1995) è un giocatore di football americano statunitense che milita nel ruolo di defensive tackle per i Seattle Seahawks della National Football League (NFL).

## Carriera

### Seattle Seahawks
Mone al college giocò a football a Michigan dal 2014 al 2018. Dopo non essere stato scelto nel Draft NFL 2019, il 28 aprile firmò con i Seattle Seahawks. Debuttò nella NFL lì8 settembre 2019 contro i Cincinnati Bengals, mettendo a segno 3 tackle. Fu svincolato il 26 settembre 2019, rifirmando in seguito per la squadra di allenamento. Fu svincolato nuovamente il 23 ottobre e di nuovo aggiunto alla squadra di allenamento il 29 ottobre. Il 20 dicembre fu promosso nel roster attivo. La sua stagione da rookie si concluse con 4 presenze e 4 placcaggi.
Mone rifirmò con i Seahawks il 23 aprile 2020. Nella settimana 3 mise a segno una safety placcando il running back dei Dallas Cowboys Ezekiel Elliott nella end zone.